# نيل هاسكيل
نيل هاسكيل (بالإنجليزية: Neil Haskell)‏ هو لاعب جمباز أمريكي، ولد في 16 أبريل 1987 في نيويورك في الولايات المتحدة.

## وصلات خارجية
- نيل هاسكيل على موقع IMDb (الإنجليزية)
- نيل هاسكيل على موقع قاعدة بيانات برودواي على الإنترنت (الإنجليزية)
- نيل هاسكيل على موقع ديسكوغز (الإنجليزية)